# Ousseynou Thioune
Ousseynou Thioune, né le 16 novembre 1993 à Saly Portudal (Sénégal), est un footballeur international sénégalais évoluant au poste de milieu défensif.

## Biographie
Ousseynou Thioune est le Frère de Mame Saher Thioune. 

### En club
En 2024 , Ousseynou Thioune Décide de rompre son contrat avec le club d’Anorthosis Famagusta

### En équipe nationale
Avec la sélection olympique, il participe à la Coupe d'Afrique des nations des moins de 23 ans 2015 organisée dans son pays natal. Le Sénégal atteint les demi-finales de la compétition, en étant battu par le Nigeria.
Il reçoit sa première sélection en équipe du Sénégal le 31 mai 2014, en amical contre la Colombie (match nul 2-2).

## Palmarès
Ittihad de Tanger
- Champion du Maroc en 2018

 Diambars FC
- Champion du Sénégal en 2013
- Champion du Sénégal de D2 en 2011
- Vainqueur de la Coupe de l'Assemblée Nationale en 2011, 2012 et 2013